# Завод стройматериалов
 Завод Стройматериалов  — поселок в Лямбирском районе Мордовии в составе  Атемарского сельского поселения.

## География
Находится на расстоянии примерно 1 километр на восток от села Атемар.

## Население
Постоянное население составляло 1 человек (русские 100%) в 2002 году, 1 в 2010 году .